# Consell i Comissariat de la Croada
El consell de la Croada, després comissariat de la Croada va ser una institució encarregada de controlar la recaptació, dels ingressos per la venda de la butlla de la croada i a partir de finals del segle xvi, també de les altres dues gràcies: el subsidi i l'excusat, perquè les tres tenien com a element comú les seves connotacions religioses i la necessitat d'autorització pontifícia. Després va passar també a ser un tribunal eclesiàstic creat per Ferran VI el 1750 amb jurisdicció sobre tota la monarquia hispànica. El comissariat va substituir l'antic consell per a les qüestions derivades de l'aplicació de la butlla de Croada,i que va actuar també com a tribunal en matèria de dita butlla, i Tribunal del Subsidi de Quarta i de l'excusat, les anomenades tres gràcies.

## Història
Des del segle xi, els diferents papes havien concedit butlles de croada als reis castellans, aragonesos i navarresos, contribuint així en les guerres de la denominada Reconquesta en la què cristians i musulmans s'enfrontaven pel control territorial de la península ibèrica. El cobrament i l'administració dels ingressos obtinguts amb aquesta butlla havia estat en mans de diversos prelats, sense una organització centralitzada que ho dugués a terme la gestió i el control. Només a principis del segle xvi.
A partir de 1509 comença a establir-se la institució de la comissaria com a tal, si bé la seva organització definitiva es va desenvolupar al llarg dels anys. El 1534, una llicència pontifícia va donar a l'emperador Carles V la potestat de nomenar una persona que havia d'ocupar el càrrec de president del consell.
El 1554, una instrucció va intentar establir la seva funció econòmica pel que fa a la vigilància dels seus ingressos –l'arrendament dels quals va estar gairebé sempre en mans de banquers genovesos fins al regnat de Felip IV– i les seves competències jurisdiccionals, així com la composició mateixa del consell. Una carta acordada el 13 de juny de 1583 va reconèixer la jurisdicció privativa del consell de la Croada, la que concernia als litigis entorn a qualsevol de les tres gràcies (butlla de la croada, subsidi i excusat), assumpte que sempre va ser un constant conflicte diplomàtic entre la Santa Seu i la Monarquia Hispànica.
El 1750 i dintre d'un programa més ampli de reestructuració de la Hisenda Reial, Ferran VI va reemplaçar el consell per la Comptadoria General de les Tres Gràcies, institució que amb prou feines va durar tres anys, que va ser absorbida per la Comissaria General de la Croada, que va perdurar fins a la desaparició de l'Antic Règim al segle xix. La desamortització dels béns de l'Església duta a terme per Juan Álvarez Mendizábal i l'entrada en vigor de la llei de dotació de culte i clergat el 1845, va fer que es decretés el 1851 la desaparició de la comissaria de la Croada.

## Composició
El personal del consell estava format per un president, també anomenat comissari general, tres o, a vegades, quatre consellers, un fiscal, un secretari, dos comptadors i un tresorer; la majoria d'ells, quan no tots, pertanyien a més a altres institucions polisinodials. Les seves reunions, des del regnat de Felip II, es realitzaven, allunyades de la resta de consells, els dimarts, dijous i dissabtes de quatre a sis de la tarda a l'hivern i de cinc a set a l'estiu, al carrer de la Cruzada de Madrid.
El seu titular i president va ser el comissari general de Croada, un càrrec creat el 1509, de manera definitiva el 1534, per al conjunt de tota la monarquia. Era l'encarregat de coordinar el cobrament de les tres gràcies. Comptava amb el vot decisiu, els seus consellers tenien només caràcter consultiu. També presidia el tribunal d'apel·lació, publicava indulgències, imprimia i taxava els missals o breviaris i concedia llicències per tenir oratoris privats. S'encarregava, a més, de la publicació de la butlla de la Croada. El càrrec va ser destinat a administrar les almoines recaptades a conseqüència de la butlla. El càrrec va desaparèixer amb el concordat de 1851, moment en què les seves atribucions són assumides per l'arquebisbe de Toledo.

## Comissaris
Relació de comissaris generals de la Croada:
| Núm. | Nom                                  | Període   |
| ---- | ------------------------------------ | --------- |
| 1    | Francisco Fernández de Córdoba       | 1525-1536 |
| 2    | García de Loaysa                     | 1536-1546 |
| 3    | Juan Suárez de Carvajal              | 1546-1562 |
| 4    | Bernardo de Fresneda                 | 1562-1571 |
| 5    | Francisco de Soto                    | 1572-1576 |
| 6    | Pedro de Velarde                     | 1576-1582 |
| 7    | Tomás de Astiguieta                  | 1582-1585 |
| 8    | Pedro Portocarrero                   | 1585-1589 |
| 9    | Francisco Dávila                     | 1589-1596 |
| 10   | Juan de Zúñiga                       | 1596-1600 |
| 11   | Felipe de Tassis                     | 1600-1608 |
| 12   | Martín de Córdoba                    | 1608-1619 |
| 13   | Diego de Guzmán                      | 1619-1627 |
| 14   | Antonio de Sotomayor                 | 1627-1646 |
| 15   | Luis de Riaño                        | 1646-1648 |
| 16   | Pedro Pacheco                        | 1648-1662 |
| 17   | José González                        | 1662-1668 |
| 18   | Antonio de Benavides                 | 1668-1691 |
| 19   | Gonzalo Fernández de Córdoba         | 1691-1701 |
| 20   | Sebastián de Cotes                   | 1701-1703 |
| 21   | Francisco Rodríguez de Mendarozqueta | 1703-1714 |
| 22   | Felipe Gil de Taboada                | 1714-1715 |
| 23   | Francisco Ramírez de la Piscina      | 1715-1724 |
| 24   | Juan de Camargo                      | 1724-1733 |
| 25   | Gaspar de Molina                     | 1733-1744 |
| 26   | Domingo de Bustamante                | 1744-1747 |
| 27   | Francisco Pérez de Prado             | 1747-1750 |
| 28   | Bartolomé de Rajoy                   | 1750-1751 |
| 29   | Andrés de Cerezo                     | 1751-1770 |
| 30   | Alfonso Clemente de Aróstegui        | 1771-1774 |
| 31   | Manuel Ventura Figueroa              | 1774-1783 |
| 32   | José García Herreros                 | 1783-1792 |
| 33   | Patricio Martínez de Bustos          | 1792-1810 |
| 34   | Juan Antonio Llorente                | 1810-1811 |
| 35   | Francisco Yáñez Bahamonde            | 1811-1823 |
| 36   | Manuel Fernández Varela              | 1824-1834 |
| 37   | Mariano Liñán Morelló                | 1834-1843 |
| 38   | José Alcántara Navarro               | 1844-1848 |
| 40   | Manuel López Santaella               | 1848-1851 |